# Granträsk
Granträsk är en ort i Älvsbyns kommun belägen öster om sjön Granträsket och cirka 10 kilometer söder om Älvsbyn.